# Ординці (Росія)
Орди́нці (рос. Ордынцы) — присілок у складі Подольського міського округу Московської області, Росія.

## Населення
Населення — 20 осіб (2010; 10 у 2002).
Національний склад (станом на 2002 рік):
- лезгини — 70 %
- росіяни — 30 %